# Ейвіс (Пенсільванія)
Ейвіс (англ. Avis) — місто (англ. borough) в США, в окрузі Клінтон штату Пенсільванія. Населення — 1473 особи (2020).

## Географія
Ейвіс розташований за координатами 41°11′8″ пн. ш. 77°18′59″ зх. д. / 41.18556° пн. ш. 77.31639° зх. д. (41.185691, -77.316486).  За даними Бюро перепису населення США в 2010 році місто мало площу 1,28 км², уся площа — суходіл.

## Демографія
Згідно з переписом 2010 року, у селищі мешкали 1484 особи в 629 домогосподарствах у складі 403 родин. Густота населення становила 1158 осіб/км².  Було 674 помешкання (526/км²).
Расовий склад населення:
| - 98,7 % — білих - 0,5 % — чорних або афроамериканців - 0,3 % — азіатів |

До двох чи більше рас належало 0,5 %. Частка іспаномовних становила 0,5 % від усіх жителів.
За віковим діапазоном населення розподілялося таким чином: 22,6 % — особи молодші 18 років, 60,2 % — особи у віці 18—64 років, 17,2 % — особи у віці 65 років та старші. Медіана віку мешканця становила 41,5 року. На 100 осіб жіночої статі у селищі припадало 92,7 чоловіків;  на 100 жінок у віці від 18 років та старших — 89,3 чоловіків також старших 18 років.
Середній дохід на одне домашнє господарство  становив 58 002 долари США (медіана — 50 208), а середній дохід на одну сім'ю — 68 209 доларів (медіана — 65 064). Медіана доходів становила 50 370 доларів для чоловіків та 33 333 долари для жінок. За межею бідності перебувало 9,4 % осіб, у тому числі 9,8 % дітей у віці до 18 років та 5,3 % осіб у віці 65 років та старших.
Цивільне працевлаштоване населення становило 873 особи. Основні галузі зайнятості: виробництво — 24,9 %, освіта, охорона здоров'я та соціальна допомога — 17,2 %, роздрібна торгівля — 14,3 %.